# Étain
Étain é uma comuna francesa na região administrativa de Grande Leste, no departamento de Meuse. Estende-se por uma área de 20 km². Em 2010 a comuna tinha 3 617 habitantes (densidade: 180,9 hab./km²).